# Estação Juan Pablo II
A Estação Juan Pablo II é uma das estações do Biotrén, situada em San Pedro de la Paz, entre a Estação Concepción e a Estação Diagonal Biobío. Administrada pela Ferrocarriles del Sur (FESUR), faz parte da Linha 2.
Foi inaugurada em 24 de novembro de 2005. Localiza-se no cruzamento da Avenida Pedro Aguirre Cerda com a Rua Colipi. Atende o setor de San Pedro.